# جون لوري (سياسي بريطاني)
جون لوري (بالإنجليزية: John Lowry)‏ هو سياسي بريطاني، ولد في 1958.